# Amblyomma humerale
Amblyomma humerale (лат.) — вид клещей рода Amblyomma из семейства Ixodidae. Южная Америка: Эквадор, Перу, Колумбия, Венесуэла, Тринидад и Тобаго, Суринам, Французская Гвиана, Боливия и Бразилия (Амазонас, Амапа, Акко, Рондония, Баия, Мату-Гросу, Рорайма, Пара, Токантис и Эспириту-Санту). Взрослые стадии развития в основном паразитируют на черепах Geochelone denticulatа и Geochelone carbonaria, но взрослые также были обнаружены на собаках в Бразилии. Нимфы были собраны на ящерицах, опоссумах Didelphis marsupialis и на муравьедах Cyclopes didactylus. Переносчики риккетсий Rickettsia bellii. Вид был впервые описан в 1844 году немецким энтомологом и арахнологом Карлом Людвигом Кохом (Carl Ludwig Koch, 1788—1857).